# Herbert Huber (botanist)
Herbert Huber, född 1931 i Kaiserslautern, död 2005, var en tyskfödd botanist,
Auktorsnamnet H.Huber kan användas för Herbert Huber (botanist) i samband med ett vetenskapligt namn inom botaniken; se Wikipediaartiklar som länkar till auktorsnamnet.